# Csecsen autonóm terület
A  Csecsen Autonóm Terület (Csecsen AT) a Szovjetunió, azon belül az Oroszországi Szovjet Szocialista Szövetségi Köztársaság egyik autonóm területe volt 1922. november 30. és 1934. január 15. között. 
A közigazgatási központja Groznij volt.

## Története
A Csecsen autonóm területet 1922. november 30-án hozták létre a Hegyvidéki Autonóm Szovjet Szocialista Köztársaság csecsen területéből. A terület központjának Groznijt jelölték ki, ami ugyanekkor nem volt szerves része az autonóm területnek, autonóm városi címmel rendelkezett.
1924. október 17-én a Csecsen autonóm területet az Észak-kaukázusi régió igazgatása alá helyezték. 1927-ben az Algalo-vidéket az autonóm területhez csatolták, ami eddig a Grúz SZSZK-hoz tartozott, a területen különböző, kisebb népek laktak. 1929. február 4-én a megszüntették a Sunzhenszki kozák kerületet, területét Csecsenföldhöz csatolták, Groznij városával együtt.
Csecsenföld termőföldjeinek kollektivizálása során fokozódtak az ellenforradalmi indulatok, 1932 február–márciusában a Vörös Hadsereg 28. hadosztálya megszállta a területet, az elégedetlenkedőket pedig internálták.
1934. január 15-én a Csecsen autonóm terület összeolvadt az Ingus autonóm területtel, létrehozva a Csecsen-Ingus autonóm területet.

## Népesség
Az 1926-os szovjet népszámlálás szerint a terület teljes lakossága 309 860 fő volt.
Nemzetiségi összetétele a következő volt:
| Nemzetiség       | Létszámuk  | Arányuk |
| ---------------- | ---------- | ------- |
| Csecsenek        | 291 259 fő | 94%     |
| Oroszok          | 9 122 fő   | 2,9%    |
| Kaukázusi avarok | 2 793 fő   | 0,9%    |
| Kumikok          | 2 130 fő   | 0,7%    |

## Közigazgatás[2]

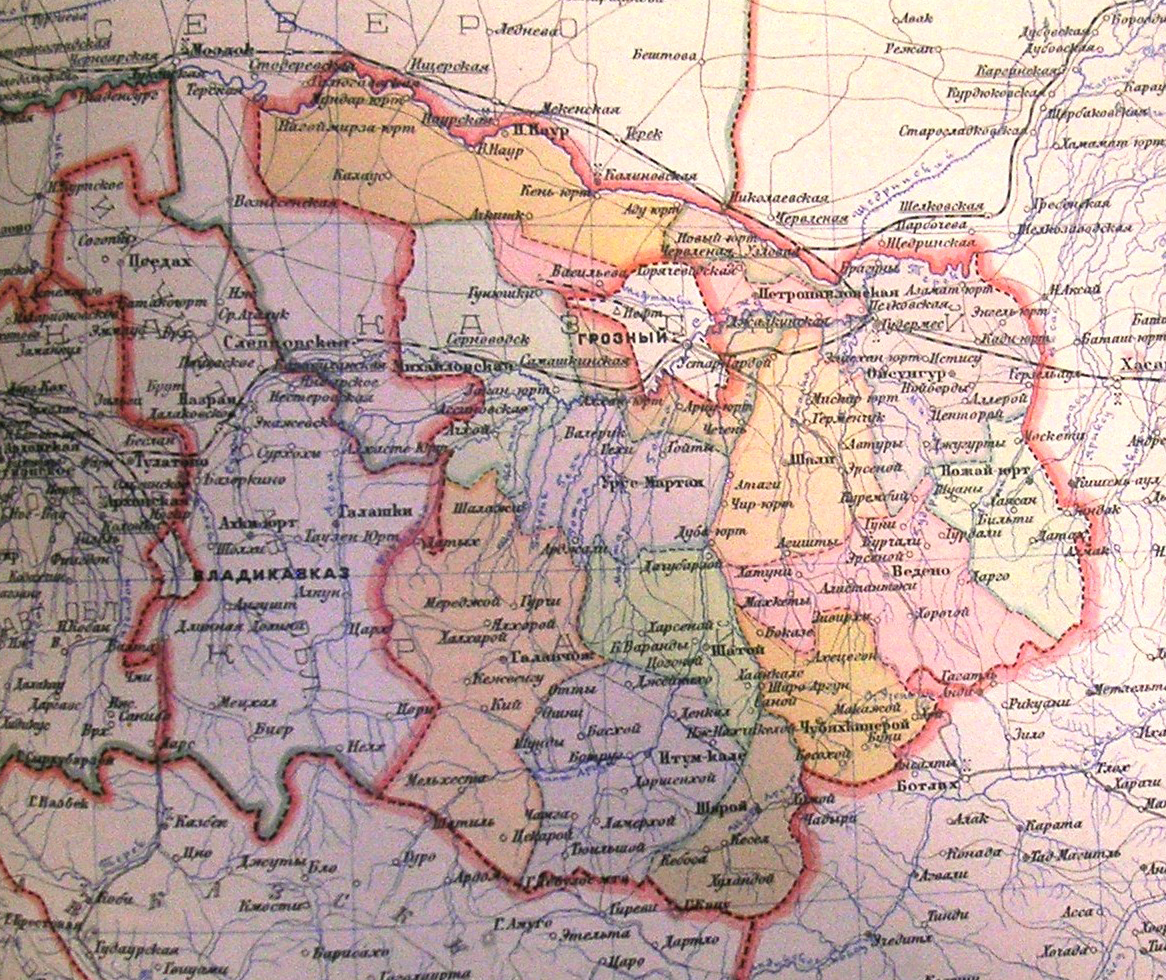
A Csecsen Autonóm terület 1928-ban.

Eredetileg a területet öt járás alkotta: Grozniji, Tyereki, Urusz-martani, Sali és Satoji járás.
Az 1932-es közigazgatási átszervezési után, a székhely mellett 12 járás lett kialakítva:
1. Vegyenói járás
2. Galancshozi járás
3. Gugyermeszi járás
4. Itum-kalei járás
5. Tyereki járás
6. Nozsaj-jurti járás
7. Petropavlovszki járás
8. Szunzsai járás
9. Urusz-martani járás
10. Sali járás
11. Saro-Cseberlovszki járás
12. Satoji járás

## Fordítás
Ez a szócikk részben vagy egészben  a(z)   Чеченская автономная область című orosz Wikipédia-szócikk ezen változatának fordításán alapul.  Az eredeti cikk szerkesztőit annak laptörténete sorolja fel. Ez a jelzés csupán a megfogalmazás eredetét és a szerzői jogokat jelzi, nem szolgál a cikkben szereplő információk forrásmegjelöléseként.